# عين عفا
قرى
خربة عين عفا منطقة أثرية في سورية تتبع محافظة درعا ـ قرية دير العدس وتقع إلى الشمال منها بحوالي 2 كم

## تاريخها
ورد اسمها في ثبت تحوتمس الثالث - 1490- 1436 ق. م تحت اسم حاماتو أو حاماثو وتعود في تاريخها إلى الالف الثانية والولى قبل الميلاد، إضافة إلى عهود عربية ومملوكية، ولكن هذه الخربة كانت قرى مأهولة لكنها دمرت نتيجة الحروب التاريخية ومرور الزمن جرت على أراضيها عدة معارك وآخرها ضمن حرب تشرين وخاضها وقتها الجيش العراقي على الجبهة السورية